# Pieri (famiglia)

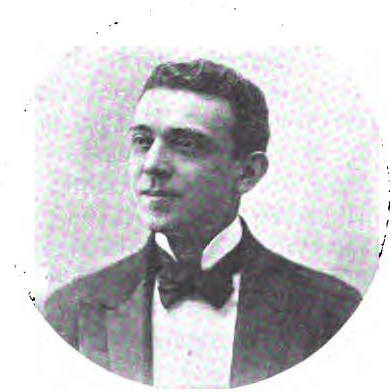
Vittorio Pieri

Pieri è stata una celebre famiglia di attori italiani, attiva dal Settecento al Novecento.

## Storia
Il capostipite della dinastia di artisti fu Francesco, nato a Roma intorno al 1775 e morto a Firenze intorno al 1830.
Francesco iniziò a lavorare come tipografo e successivamente come soldato. Dopo di che si appassionò al teatro e al palcoscenico, e svolse una lunga gavetta, che lo portò ad essere uno tra i più importanti caratteristi contemporanei.
Recitò assieme a lui sua moglie Anna (? - Napoli 1853), dapprima come prim'attrice e dopo come 'madre nobile'.
Ebbero tre figli, tutti quanti attori e attrici: Amalia (circa 1810 - ?); Luigia (circa 1815 - Napoli 1885), che fu per un lungo periodo fra le più apprezzate attrici del Teatro dei Fiorentini di Napoli; Gaspare (Roma 1826 - Genova 1866), attore 'brillante' di notevole forza comica.
Altri significativi rappresentanti della dinastia Pieri risultarono Elena (circa 1830 - Livorno 1924), più conosciuta con il nome di Elena Pieri Tiozzo, che ottenne successo soprattutto con le commedie di Riccardo di Castelvecchio; Vittorio Pieri, che nella ultima sua fase artistica si distinse anche nel cinema; Alfonsina Pieri, prim'attrice con Talli, recitò fino al 1939.